# 1764
| 1764                        |
| --------------------------- |
| Dødsfald - Fødsler          |
| • Begivenheder • Litteratur |

| Gregoriansk kalender | 1764 MDCCLXIV           |
| Ab urbe condita      | 2517                    |
| Armensk kalender     | 1213 ԹՎ ՌՄԺԳ            |
| Kinesiske kalender   | 4460 – 4461 癸未 – 甲申 |
| Etiopisk kalender    | 1756 – 1757             |
| Jødisk kalender      | 5524 – 5525             |
| Hindukalendere       |                         |
| - Vikram Samvat      | 1819 – 1820             |
| - Shaka Samvat       | 1686 – 1687             |
| - Kali Yuga          | 4865 – 4866             |
| Iransk kalender      | 1142 – 1143             |
| Islamisk kalender    | 1178 – 1179             |

Konge i Danmark: Frederik 5. 1746-1766
Se også 1764 (tal)

## Begivenheder
- Mozart spiller for den kongelige familie i Versailles, i en alder af 8 år
- 7. september - Stanislav Poniatovski vælges til konge af Den polsk-litauiske realunion. Han bliver unionens sidste regent.
- 26. november – Jesuiterordenen forbydes i Frankrig.

## Født
- 25. september – Fletcher Christian, engelsk leder af mytteriet på Bounty, myrdet i 1793.
- Bone Falch Rønne
- Jens Baggesen

## Dødsfald
- 3. juni Adolph Brorson
- Jens Schielderup Sneedorff